# Ra's Lanoef
Ra's Lanoef of Ra's Lanuf (Arabisch: راس لانوف) is een kleine stad in Libië met ongeveer 13.300 inwoners, strategisch belangrijk vanwege zijn olie-industrie en -haven. De stad is gelegen aan de Golf van Sidra aan de Middellandse Zee op ongeveer 650 kilometer van Tripoli. Bij de opstand in Libië van 2011 vonden er in Ra's Lanoef felle gevechten plaats tussen regeringstroepen van Qaddhafi en opstandelingen.

## Karakteristieken
Ten tijde van de Italiaanse koloniale overheersing van Libië werd in 1937 ongeveer 35 kilometer ten zuidoosten van Ra's Lanoef een triomfboog opgericht, de Arco dei Fileni, die de grens markeerde tussen het oude Tripolitanië en Cyrenaica. De boog werd in 1973 door het nieuwe regime van Qadhafi afgebroken als symbool van het kolonialisme.
In Ra's Lanoef bevinden zich een grote, strategisch belangrijke raffinaderij en haven voor aardolie. De raffinaderij is een van de belangrijkste in Libië, met een capaciteit van 220.000 vaten olie per dag. Hij is staatseigendom en actief sinds 1983.
In de plaats zelf bevinden zich met name bungalows voor de werknemers van deze raffinaderij en haven. Ook bevindt zich er een belangrijke koepelmoskee. Van Ra's Lanoef loopt een niet publiekelijk toegankelijke weg naar de zuidelijk ervan gelegen aardolievelden. Ten westen van de stad bevindt zich de luchthaven Ra's Lanoef.

## Libische opstand 2011
Bij de opstand in Libië van 2011 tegen het regime van Qaddhafi kwam het in Ra's Lanoef tot felle gevechten. Op 4 maart 2011 meldden opstandelingen dat zij de stad op regeringstroepen veroverd hadden, hetgeen later bevestigd werd. Ook zouden zij een regeringsvliegtuig hebben neergehaald.
Op 10 maart 2011 heroverden de troepen van Qaddhafi de strategisch belangrijke plaats na aanhoudende bombardementen en aanvallen met vliegtuigen, tanks, raketten en granaten. Hierbij zouden 4 doden en 35 gewonden gevallen zijn. Ook ongewapende burgers en kinderen werden het slachtoffer. Op 11 maart waren er felle gevechten in de nabijheid van Ra's Lanoef, waarbij onder andere een luchtaanval werd gedaan op een controlepost van de opstandelingen, waarbij een opslagtank voor olie in brand vloog. Er zou ook artillerie- en tankvuur zijn geweest. De opstandelingen vuurden van hun kant raketten af op de troepen van Qaddhafi. Op 27 maart, na het begin van de luchtaanvallen van de Westerse militare coalitie op Libië, heroverden de opstandelingen Ras Lanoef. Op 30 maart hadden regeringstroepen Ras Lanoef opnieuw op de rebellen heroverd.